# 武石恵美子
武石 恵美子（たけいし　えみこ、1960年 - ）は、日本の社会科学者、法政大学キャリアデザイン学部キャリアデザイン学科教授。博士（社会科学）
。
専門は人的資源管理論、女性労働論。

## 経歴
1991年3月筑波大学第二学群人間学類を卒業後、労働省（現・厚生労働省）に入省する。その後、ニッセイ基礎研究所上席主任研究員、2001年にお茶の水女子大学人間文化研究科博士課程修了。東京大学社会科学研究所助教授を経て、2006年4月より法政大学キャリアデザイン学部助教授、2007年4月より同学部教授。2015年キユーピー社外監査役、東京海上日動火災保険監査役。2023年日本たばこ産業監査役。

## 人物
厚生労働省「中央最低賃金審議会」「労働政策審議会雇用均等分科会」、「労働政策審議会障害者雇用分科会」などの委員を歴任する。
著書『キャリア開発論』では、正社員の多元化がキャリア開発に及ぼす影響、ワーク・ライフ・バランスと働き方改革など現代的なキャリア開発の課題を論じている。
著書『国際比較の視点から日本のワーク・ライフ・バランスを考える』では、ワーク・ライフ・バランスと働き方の日本の現状をアメリカ・イギリス・オランダ・スウェーデンなどの諸外国と比較しながら、制度の改善点を論じた。
講演の機会も多く、2014年12月18日には日本経済団体連合会と内閣府の主催による「ダイバーシティ・マネジメントセミナー」で「ダイバーシティ時代の働き方～女性の能力発揮をどう進めるか」の題で講演を行い、女性活躍を進めるためには、均等施策とワークライフバランス（ＷＬＢ）施策とを同時に進めなければ失敗すると警告した。
2012年11月13日には、千葉県柏市商工会議所で「ワークライフバランスと働き方改革」の題で講演を行った。